# Issigeac
Issigeac ist eine französische Gemeinde mit 748 Einwohnern (Stand 1. Januar 2022) im Département Dordogne in der Region Nouvelle-Aquitaine. Sie gehört zum Arrondissement Bergerac und zum Kanton Sud-Bergeracois.

## Geographie
Der Hauptort lieget am Flüsschen Banège.
Nachbargemeinden von Issigeac sind Saint-Cernin-de-Labarde im Norden, Montaut im Nordosten, Boisse im Südosten, Monmarvès im Süden, Plaisance im Südwesten, sowie Monsaguel im Nordwesten.

## Bevölkerungsentwicklung
| Jahr      | 1962 | 1968 | 1975 | 1982 | 1990 | 1999 | 2011 |
| Einwohner | 709  | 669  | 686  | 638  | 617  | 665  | 634  |

## Sehenswürdigkeiten
- Kirche Saint-Félicien (1527, Monument historique)
- Schloss der Bischöfe von Sarlat (1660)
- Maison des têtes (14. Jahrhundert, Monument historique)
- Ehemalige Vogtei (Prévôté, 17./18. Jahrhundert, Monument historique)
- Maison des Dîmes (Zehntscheuer)

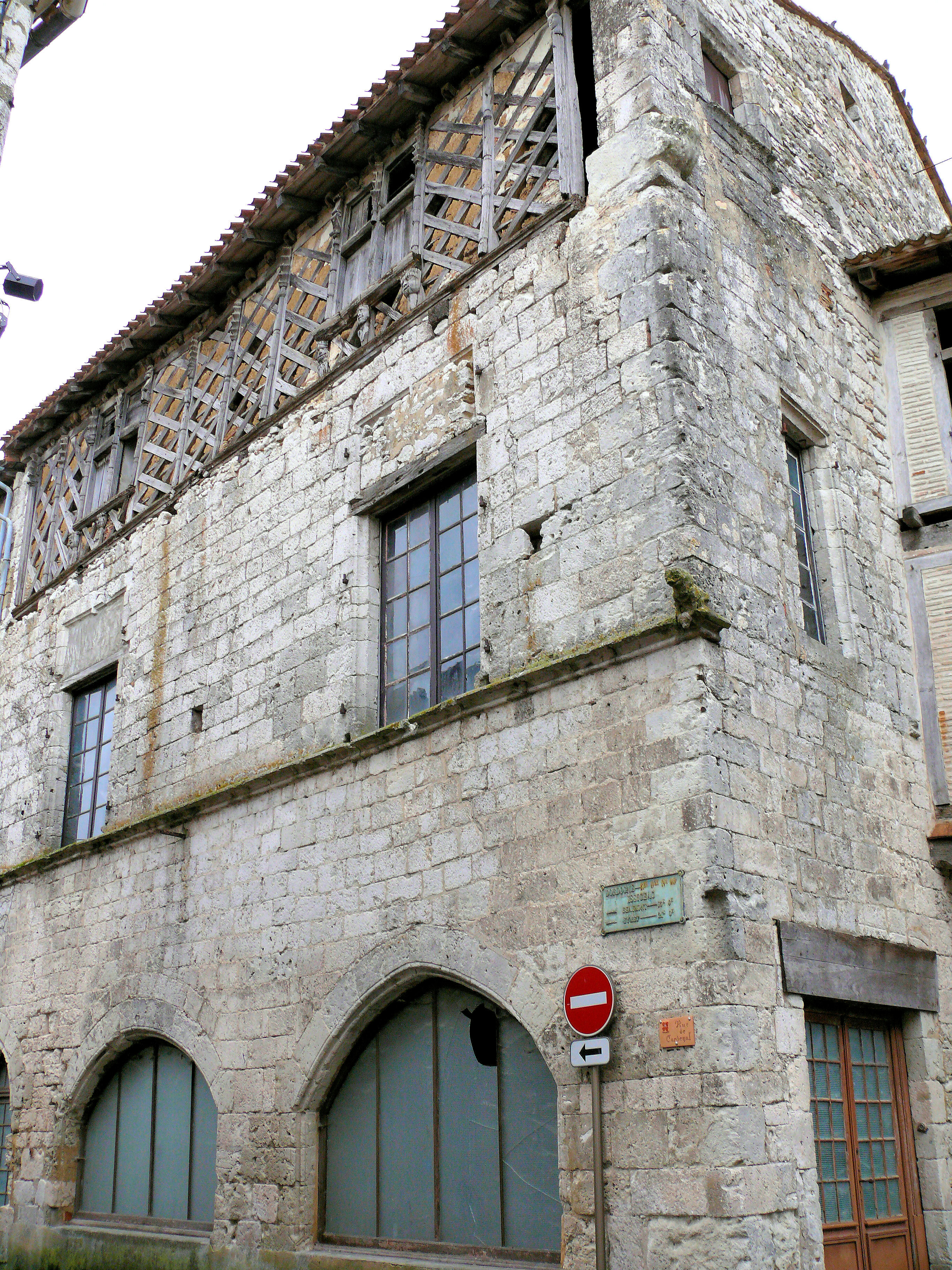
Maison des têtes
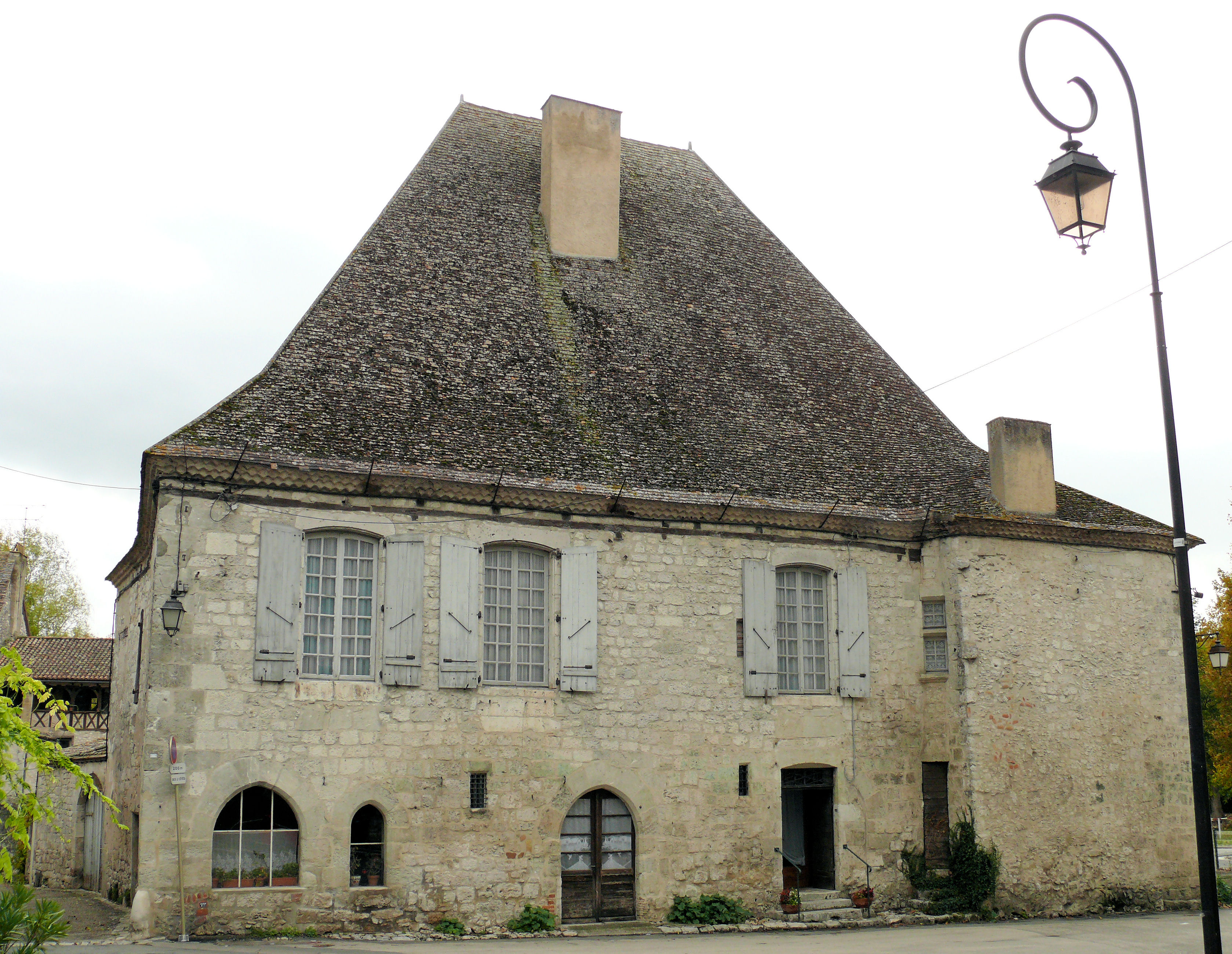
Ehemalige Vogtei

## Persönlichkeiten
- Michel Jeury (1934–2015), Schriftsteller
- Samueli Naulu (1982–2013), Rugbyspieler